# Хвойная (Солецкий район)
Хвойная — деревня  в  Солецком районе Новгородской области России.  В рамках организации местного самоуправления входит (с 2020 года) в Солецкий муниципальный округ.  

## География
Деревня находится в западной части Новгородской области,  на северо-востоке Солецкого района (Солецский муниципальный округ с марта 2020 года) на его административной границе с Шимским муниципальным районом,  в зоне хвойно-широколиственных лесов, в пределах Приильменской низменности, на левом берегу реки Шелони, при автодороге Р-56.

### Климат
Климат района характеризуется как умеренно континентальный, влажный, с нежарким коротким летом и умеренно холодной зимой. Среднегодовая многолетняя температура воздуха составляет 4,4 °С. Средняя многолетняя температура самого холодного месяца (января) составляет −7,5 °С (абсолютный минимум — −38 °C); самого тёплого месяца (июля) —17,9 °C (абсолютный максимум — 33 °C). Безморозный период длится около 139 дней. Среднегодовое количество атмосферных осадков — 571 мм, из которых большая часть выпадает в тёплый период. Снежный покров держится в течение 126 дней.

## История
Решением Новгородского облисполкома от 03.02.1972 № 41 населённому пункту Солецкого зверохозяйства 
 было присвоено наименование деревня «Хвойная».
В соответствии с Законом Новгородской области от 11 ноября 2005 года № 559-ОЗ деревня вошла в состав образованного Выбитского сельского поселения. В 2020 году после упразднения Выбитского сельского поселения входит в
Солецский муниципальный округ.

## Население
| 2010 |
| ---- |
| 80   |

### Национальный состав
Согласно результатам переписи 2002 года, в национальной структуре населения русские составляли 91 % из 73 чел.

## Инфраструктура
Личное подсобное хозяйство с зоной сельскохозяйственного использования, индивидуальная застройка усадебного типа.

## Транспорт
Остановка общественного транспорта «Хвойная». 